# Рудничный (Кировская область)
Рудничный — посёлок городского типа в Верхнекамском районе Кировской области России.
Статус посёлка городского типа с 1938 года.

## Географическое положение
Рудничное городское поселение расположено в северо-восточной части Верхнекамского района Кировской области.
Центр Рудничного городского поселения — посёлок городского типа Рудничный находится в 258 км от областного центра, в 39 км от районного центра — города Кирса. Река, протекающая в границах поселения — Волосница. Площадь муниципального образования Рудничное городское поселение — 915 га.

## История
В 1938 году населённый пункт при Верхне-Камских фосфоритных рудниках отнесен к разряду рабочих посёлков с присвоением наименования Рудничный.

## Население
| 1959  | 1970  | 1979  | 1989  | 2002  | 2009  |
| ----- | ----- | ----- | ----- | ----- | ----- |
| 5654  | ↗6088 | ↗6920 | ↗7746 | ↘5729 | ↘5108 |
| 2010  | 2012  | 2013  | 2014  | 2015  | 2016  |
| ↘5084 | ↘4925 | ↘4798 | ↘4661 | ↘4576 | ↘4458 |
| 2017  | 2018  | 2019  | 2020  | 2021  |       |
| ↘4381 | ↘4253 | ↘4155 | ↘4071 | ↘2835 |       |

## Достопримечательности
- Георгиевская деревянная церковь, построенная из кондовой сосны в 1881 году — село Волосница; В середине 1990-х годов остатки этой церкви были перевезены в Рудничный и послужили основанием Свято-Никольского храма, который действует в посёлке.
- На территории Рудниковского лесхоза находятся природные памятники: озера Круглое и Падун.
- Парк Победы

## Транспорт
На юго-западе посёлка расположена железнодорожная станция Верхнекамская, с которой отправляются пригородные поезда до районного и областного центров.

## Фотогалерея

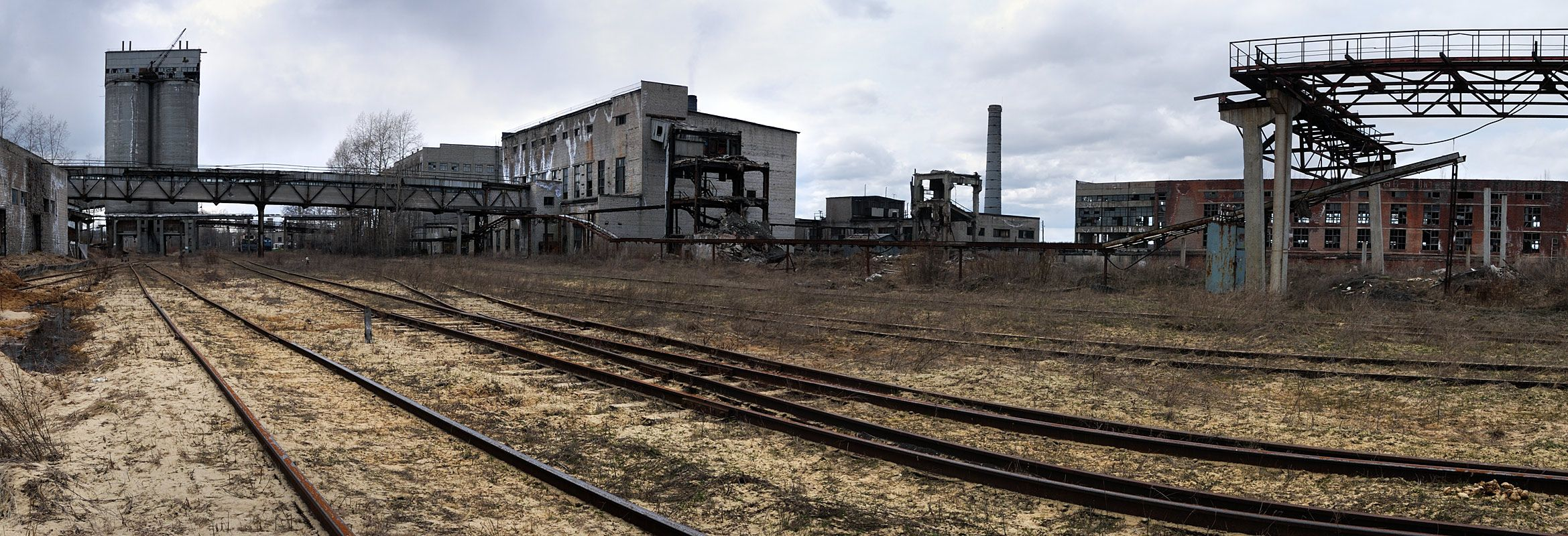
Рудничный, ВКФР
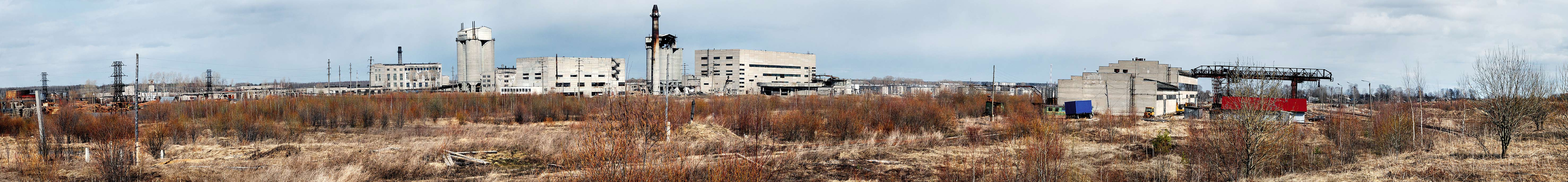
Рудничный, ВКФР
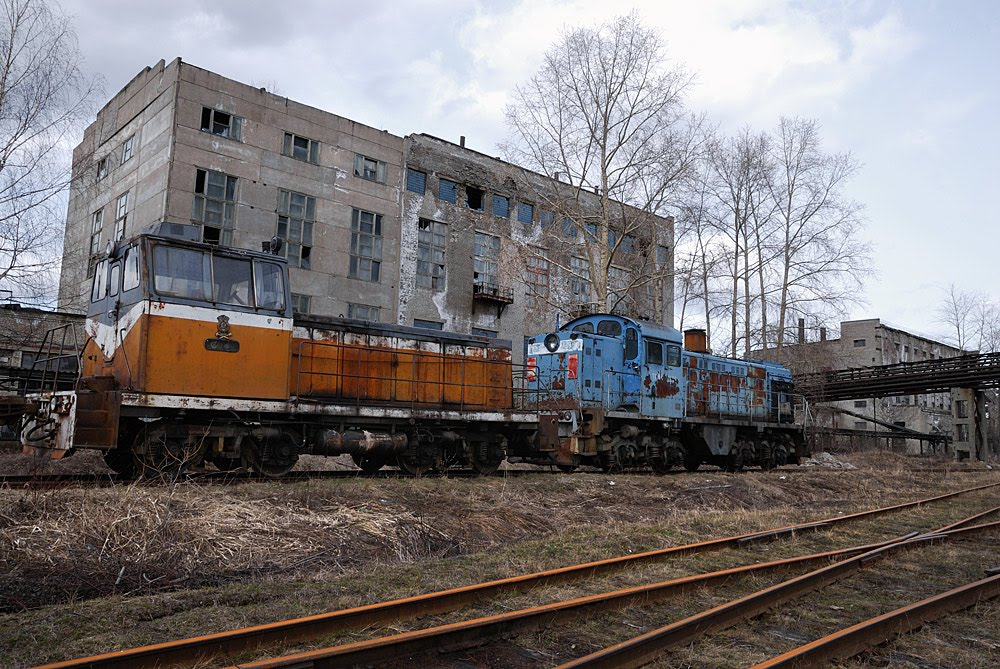
Рудничный, ВКФР
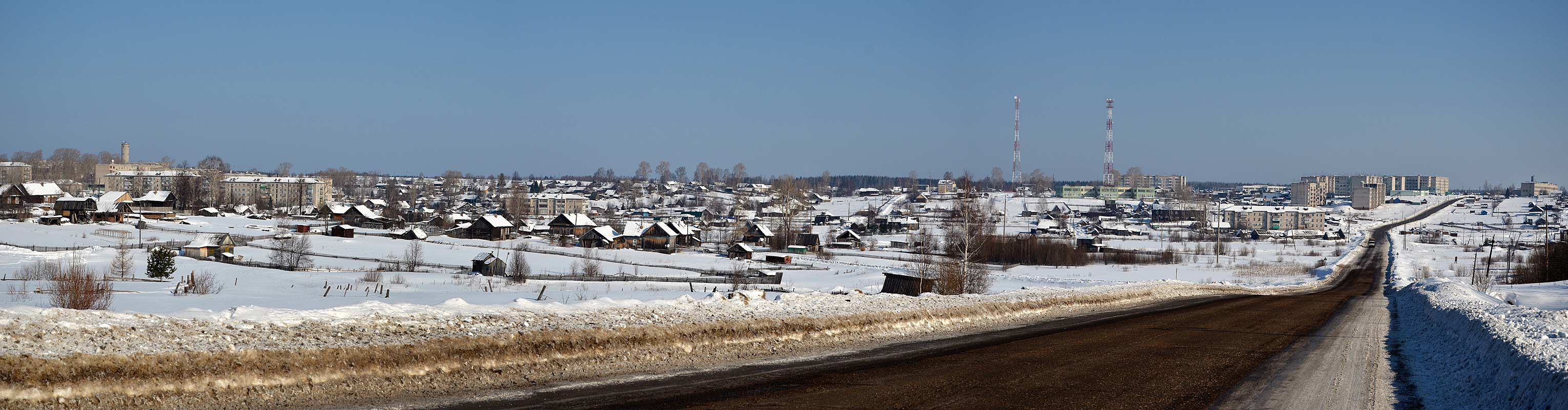
Рудничный, вид с горы от кладбища
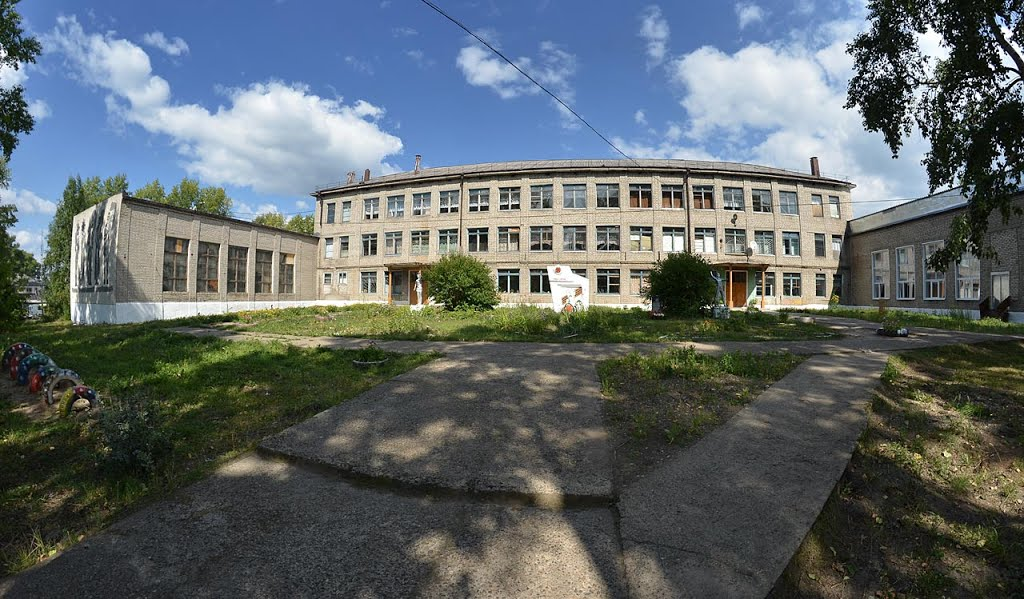
Рудничный, школа
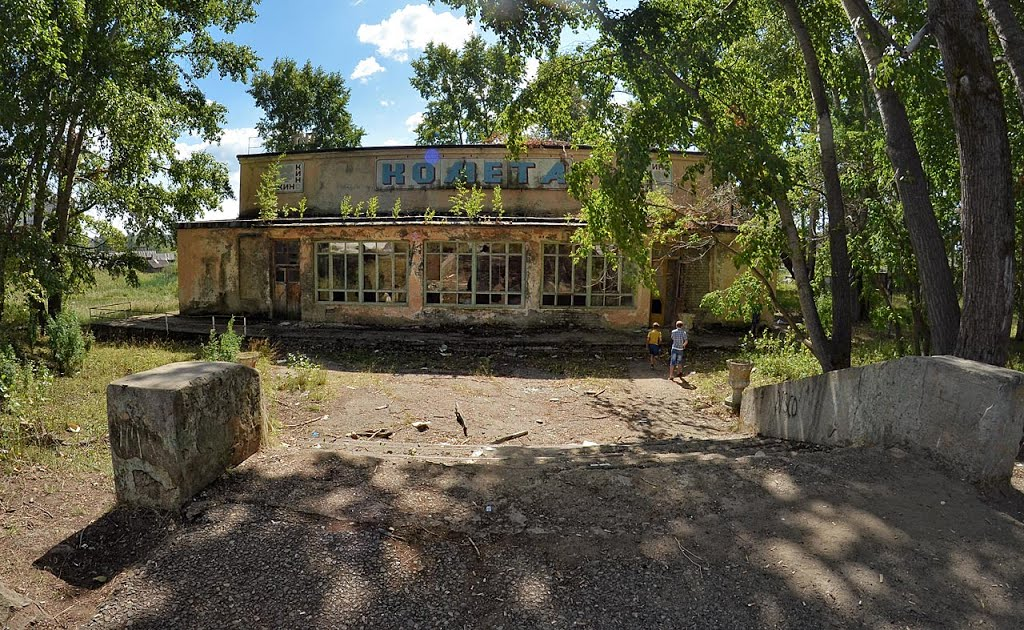
Рудничный, кинотеатр
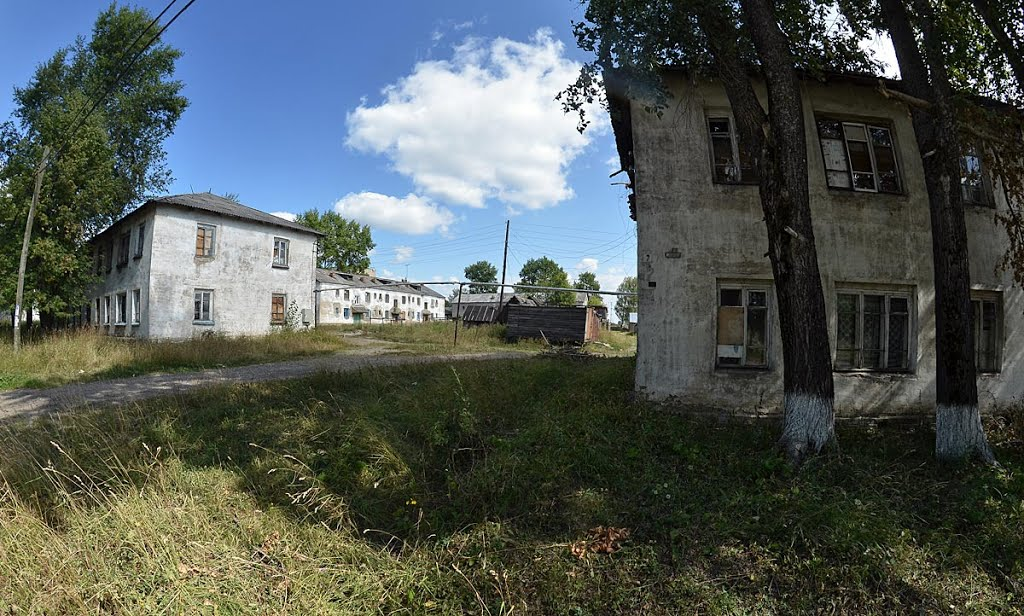
Рудничный, ул.Мира
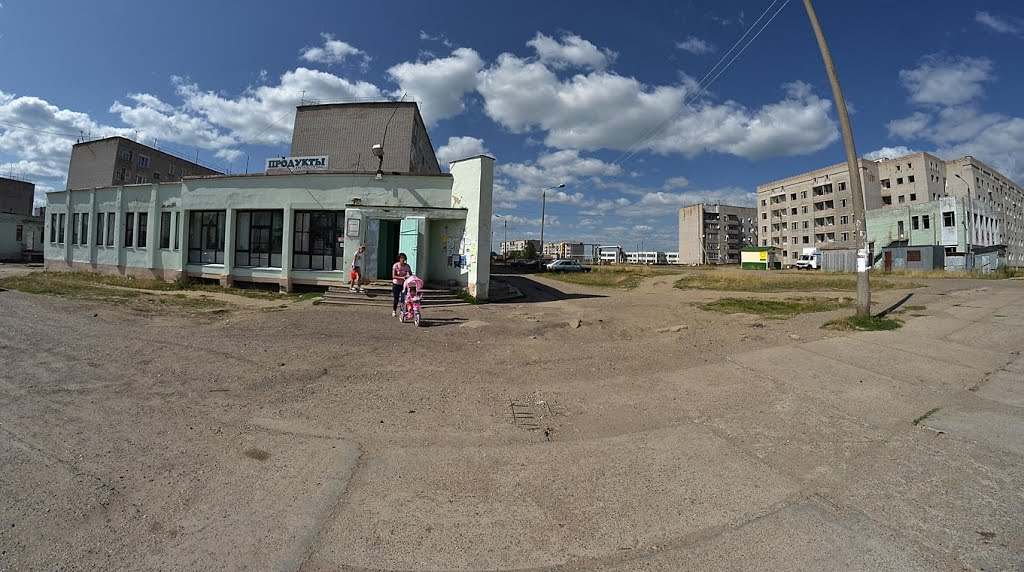
Рудничный, ул.Юбилейная, на горе у больницы